# In the Navy (película)
In the Navy (1941) es una película del género de comedia, protagonizada por Bud Abbott y Lou Costello y dirigida por Arthur Lubin.

## Argumento
El popular cantante Russ Raymond (Dick Powell) abandona su carrera en su apogeo y se une a la Armada con un alias, Tommy Halstead. Pero una periodista descubre su identidad y lo sigue con la esperanza de fotografiarlo, y así revelar su identidad al mundo.
A bordo del buque, Tommy se encuentra con dos marineros Smokey (Bud Abbott) y Pomeroy (Lou Costello), que lo ayudan a ocultarse de la periodista Dorothy, ella intenta por todos los medios encontrarlo a bordo. Pomeroy está enamorado de la hermosa Patty, una de las hermanas Andrews,  él le envía cartas numerosos, y trata de impresionarla con cuentos falsos de su físico y su rango naval. Finalmente, Patty descubre que Pomeroy es sólo un panadero, y Pomeroy pasa gran parte de la película tratando de ganar su afecto.

## Reparto
| Actor               | Personaje                   |
| ------------------- | --------------------------- |
| Bud Abbott          | Smokey Adams                |
| Lou Costello        | Pomeroy Watson              |
| Dick Powell         | Thomas Halstead             |
| Shemp Howard        | Dizzy                       |
| Claire Dodd         | Dorothy Roberts, periodista |
| The Andrews Sisters | Patty, Maxene, LaVerne      |
| Dick Foran          | Dugan                       |
| Billy Lenhart       | Butch                       |
| Kenneth Brown       | Buddy                       |